# روبرت كاميرون (سياسي)
روبرت كاميرون (بالإنجليزية: Robert Cameron)‏ هو سياسي أسترالي، ولد في 29 أكتوبر 1890، وتوفي في 21 مايو 1970. حزبياً، نشط في حزب العمال الأسترالي. في 1930 New South Wales state election ‏، انتخب عضو الجمعية التشريعية نيو ساوث ويلز عن دائرة Electoral district of Waratah (New South Wales) ‏ (25 أكتوبر 1930 – 6 فبراير 1956) وفي 1927 New South Wales state election ‏، انتخب عضو الجمعية التشريعية نيو ساوث ويلز عن دائرة Electoral district of Wallsend ‏ (8 أكتوبر 1927 – 18 سبتمبر 1930).